# Molières-Glandaz
Molières-Glandaz település Franciaországban, Drôme megyében. Lakosainak száma 96 fő (2018. január 1.). Molières-Glandaz Solaure en Diois, Die, Laval-d’Aix és Aix-en-Diois községekkel határos.

## Népesség
A település népességének változása:
| Lakosok száma | 81   | 84   | 100  | 102  | 113  | 125  | 112  | 105  | 99   | 96   |
|               | 1962 | 1968 | 1982 | 1990 | 1999 | 2008 | 2011 | 2013 | 2017 | 2018 |